# Michael Ruse

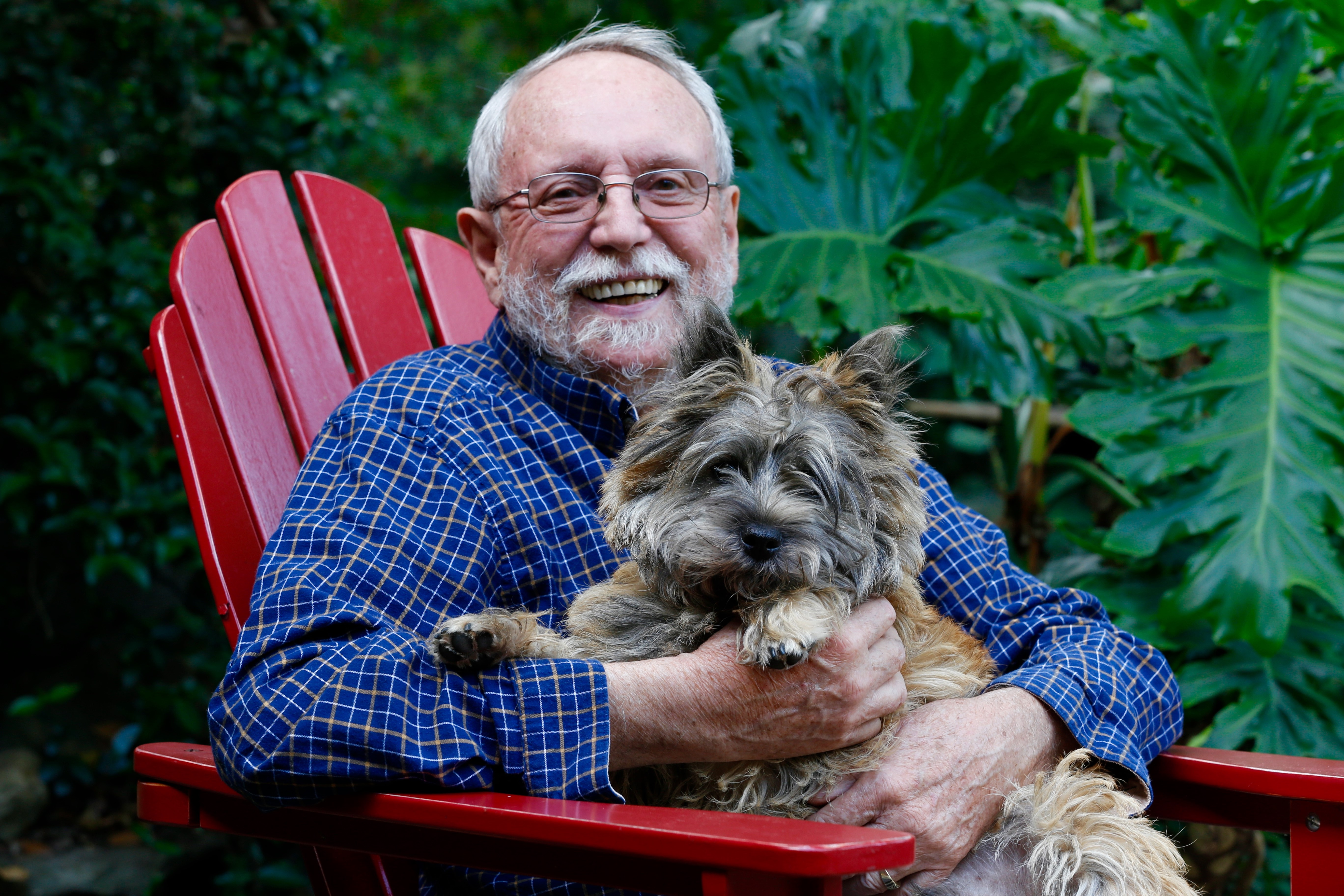
Michael Ruse (2020)

Michael Ruse (* 21. Juni 1940 in Birmingham; † 1. November 2024) war ein kanadischer Wissenschaftsphilosoph und Wissenschaftshistoriker. Seine Spezialgebiete waren Geschichte der Biologie und Soziobiologie. Er wurde bekannt durch seine Publikationen zum Streit zwischen Kreationismus und Evolutionsbiologie.

## Publikationen (Auswahl)
- The Darwinian revolution. (1979) ISBN 0-226-73164-2
- Is science sexist? And other problems in the biomedical sciences. (1981) ISBN 90-277-1250-6
- Darwinism defended. A guide to the evolution controversies. (1982) ISBN 0-201-06273-9
- Sociobiology, sense or nonsense? (1. Auflage 1979, 2. Auflage 1985) ISBN 90-277-1798-2
- Taking Darwin seriously. A naturalistic approach to philosophy. (1986) ISBN 0-631-13542-1
- Homosexuality. A philosophical inquiry (1988) ISBN 0-631-17553-9
- The Philosophy of biology today. (1988) ISBN 0-88706-911-8
- The Darwinian paradigm. Essays on its history, philosophy, and religious implications. (1989) ISBN 0-415-08951-4
- Evolutionary naturalism. Selected essays. (1995) ISBN 0-415-08997-2
- Monad to man. The concept of progress in evolutionary biology. (1996) ISBN 0-674-58220-9
- But is it science? The philosophical question in the creation/evolution controversy. (1996) ISBN 0879754397
- Mystery of mysteries. Is evolution a social construction? (1999) ISBN 0-674-00543-0
- Biology and the foundation of ethics. (1999) ISBN 0-521-55923-5
- Can a Darwinian be a Christian? The relationship between science and religion. (2001) ISBN 0-521-63716-3
- The evolution wars. A guide to the debates. (2003) ISBN 1-57607-185-5
- Darwin and Design. Does evolution have a purpose?. (2003) ISBN 0-674-01631-9
- The Evolution-Creation Struggle. (2005) ISBN 0-674-01687-4
- Darwinism and its Discontents. (2006) ISBN 0-521-82947-X
- Evolution. The First Four Billion Years. (2009) ISBN 0-674-06221-3
- The Philosophy of Human Evolution. (2012)
- The Darwinian Revolution. (2019)